# (952) Caia
Pour les articles homonymes, voir Caia.
(952) Caia est un astéroïde de la ceinture principale. Il a été ainsi baptisé en référence à un personnage du roman Quo vadis ?, de Henryk Sienkiewicz (1846-1916), écrivain polonais.